# Llistrofus
Llistrofus pricei es una especie extinta de lepospóndilo (perteneciente al grupo Microsauria) que vivió a principios del período Pérmico en lo que hoy son los Estados Unidos.